# ブラザー (ファンキー加藤の曲)
「ブラザー」は、ファンキー加藤の楽曲で6枚目のシングル。2016年6月8日にドリーミュージックから発売された。

## 収録曲

### CD
1. ブラザー [4:42]
作詞：ファンキー加藤、作曲：ファンキー加藤・田中隼人
東映系配給映画「サブイボマスク」主題歌
2. 勇者のうた [5:16]
作詞・作曲：ファンキー加藤・soundbreakers
TBS系『SAMURAI BASEBALL』テーマソング
3. あの夏のカクテル [3:25]
作詞：ファンキー加藤、作曲：ファンキー加藤・soundbreakers

### DVD
1. 「ブラザー」VIDEO CLIP
2. 「ブラザー」VIDEO CLIP メイキング映像
3. 漢への道 番外編〜プロレス編〜